# Hyloscirtus estevesi
Hyloscirtus estevesi es una especie de anfibios de la familia Hylidae. Es endémica de Venezuela.
Su hábitat natural son los ríos.